# Edoardo Alvisi
Edoardo Alvisi (Castel San Pietro dell'Emilia, 1850 – Parma, 11 maggio 1915) è stato un bibliotecario italiano.

## Biografia
Nacque a Castel San Pietro dell'Emilia anche se le fonti sono discordanti sull'esatta data, che potrebbe essere il 7 marzo o febbraio del 1850, 1852, 1856 o 1858.
Si dedicò agli studi storico-letterari, seguiti tuttavia con discontinuità prima a Bologna, dove visse fino al 1878, e poi presso l'Istituto di Studi Superiori di Firenze, dove presentò una dissertazione intitolata I Flagellanti del 1260; a Firenze seguì i corsi di Pasquale Villari, Cesare Paoli e Adolfo Bartoli, che lo coinvolse a collaborare al catalogo dei manoscritti italiani alla Biblioteca Nazionale di Firenze, di cui compilò gran parte del primo volume. Nel 1877 insieme ad Abdon Altobelli e Lodovico Mattioli fondò il periodico Pagine sparse, che nel corso dell'anno successivo prese il nome di Preludio e al quale collaborò lo Giosuè Carducci, inserendovi i suoi primi saggi come Partecipanze, Una lettera del Guicciardini e La spedizione di Sapri. Nel 1878 pubblicò un volume intitolato Cesare Borgia, duca di Romagna: notizie e documenti, seguito nel 1881 da un volume intitolato La Battaglia di Gavinana.
Fu amico di Carducci, che lo raccomandò per un incarico nel 1880 presso la Biblioteca Nazionale Centrale di Roma, per contribuire al riordino dell'istituto amministrato dal commissario Luigi Cremona, e poi per altri incarichi presso la Nazionale e la Riccardiana di Firenze, oltre che di Giovanni Pascoli ed Enrico Panzacchi.
In seguito divenne vicebibliotecario alla Nazionale di Napoli, reggendo la Biblioteca governativa di Cremona e passando nel 1886 a dirigere la Biblioteca Casanatense di Roma, di cui curò il riordinamento; durante quest'ultimo incarico fu chiamato a riordinare anche la biblioteca del Senato nella nuova sede realizzata da Gaetano Koch. A causa di alcuni dissapori col ministro Ferdinando Martini fu allontanato da Roma nel 1893 e divenne direttore della Biblioteca Palatina di Parma, città in cui morì l'11 maggio 1915.
Nel corso della sua vita si dedicò anche alle edizioni di diversi testi, tra cui le Lettere familiari di Niccolò Machiavelli.